# Кондровка (Белгородская область)
Ко́ндровка — село в Прохоровском районе Белгородской области, Россия. Входит в состав Кривошеевского сельского поселения.

## История
Кондоровка основана в 1764 году отставным прапорщиком Никитой Ивановичем Кондыревым. Он поселил там 6 душ крестьян, после того, как князь Григорий Иванович Шаховской предложил ему основать деревеньку на месте своей бывшей винокурни. В данных книги «Дворянские роды Российской империи» говорится, что князь, будучи на должности белгородского губернатора,  имел на тех землях винокурню. В 1763 он  году был замешан в деле о взятках по винокуроварению, вследствие чего сослан на четыре года в имение.  После своего возвращения князь Шаховский поселил в Кондровке 128 черкас, выходцев из Подднепровья. С этого момента она стала называться слободой. В 1771 году он поселяет из своей вотчины ещё 30 крестьян. 
В эти года появляется особенность строительства домов в Кондровке: “Нижний план дворов составляли белостенные мазаные хаты, а верхний — чёрные бревенчатые избы”. Шаховской построил Богословскую церковь, завершали строительство уже его сыновья. После строительство Кондровка получила двойное название «Кондыревка Богословка тож». Со временем, которое длилось порядка 100 лет, в силу ошибок и упрощений, произошло изменение названия:  Кондыревка — Кондоревка — Кондоровка — Кондровка.  
В 1778 году владельцем Кондровки стал Иван Прохорович Ильинский, секунд-майор. Согласно данным ревизии 1782 года получил он её по службе от сыновей Григория Ивановича: полковника Бориса и секунд-майора Николая. Отец Ильинского, Прохор Петрович, состоял «однодворцем полковой сотенной службы поместной», именно в честь него названо село Прохоровка, а также посёлка и железнодорожная станция.  
В конце 1770-х годов проходило генеральное межевание земель, после которого Иван Прохорович получил порядка 20 км правого берега Донецкой Сеймицы. В эти земли входила и Кондровка. Позднее его сыновья на этих землях основали ещё несколько деревень. Старая часть Кондровки носила имя Ивана Ильина и называлась Ивановкой.    
В послевоенные годы (1812) в Кондровку поселили переселенцев из Прохоровки.    
По данным переписи в 1885 году в деревне Кондровка Спаскоской волости Старооскольского уезда Курской губернии было 39 дворов, проживало 169 жителей.     
В деревне было две церкви: деревянная Богословская и каменная Крестовоздвиженская. Богословская церковь закладывалась ещё при князе Шаховском и строилась в честь Святого Григория Богослова. Возводилась она из местного леса, поскольку вокруг Кондровки росло несколько дубовых рощ. Простояла она до 20-х годов XX века и была разрушена после прихода советский власти.     
Во времена общей коллективизации здесь были образованы два колхоза: «1-е Мая» и «Путь хлебороба».     
Великая Отечественная война не прошла мимо села и унесла немало жизней. В эти трудные времена женщины вносили свой вклад и трудились на строительстве железной дороги Старый Оскол — Ржава.      
Именно в селе Кондровка 26 октября 1954 года родился известный белгородский краевед Александр Григорьевич Бобов, написавший большое количество статей об истории Прохоровского района и его населённых пунктах.      

## География
Расположено в северо-западной части области, в 20 км к северо-востоку от Прохоровки, в 12 км западнее автодороги Р189 Короча — Губкин. В 18 км к востоку от села с железнодорожной станцией Думное на линии Пристень — Белгород. Находится на правом берегу реки Донецкая Сеймица, связано с центром поселения селом Кривошеевка через автомобильный мост.

## Население
| 2002 | 2010 |
| ---- | ---- |
| 222  | ↘191 |